# Werner Rügemer

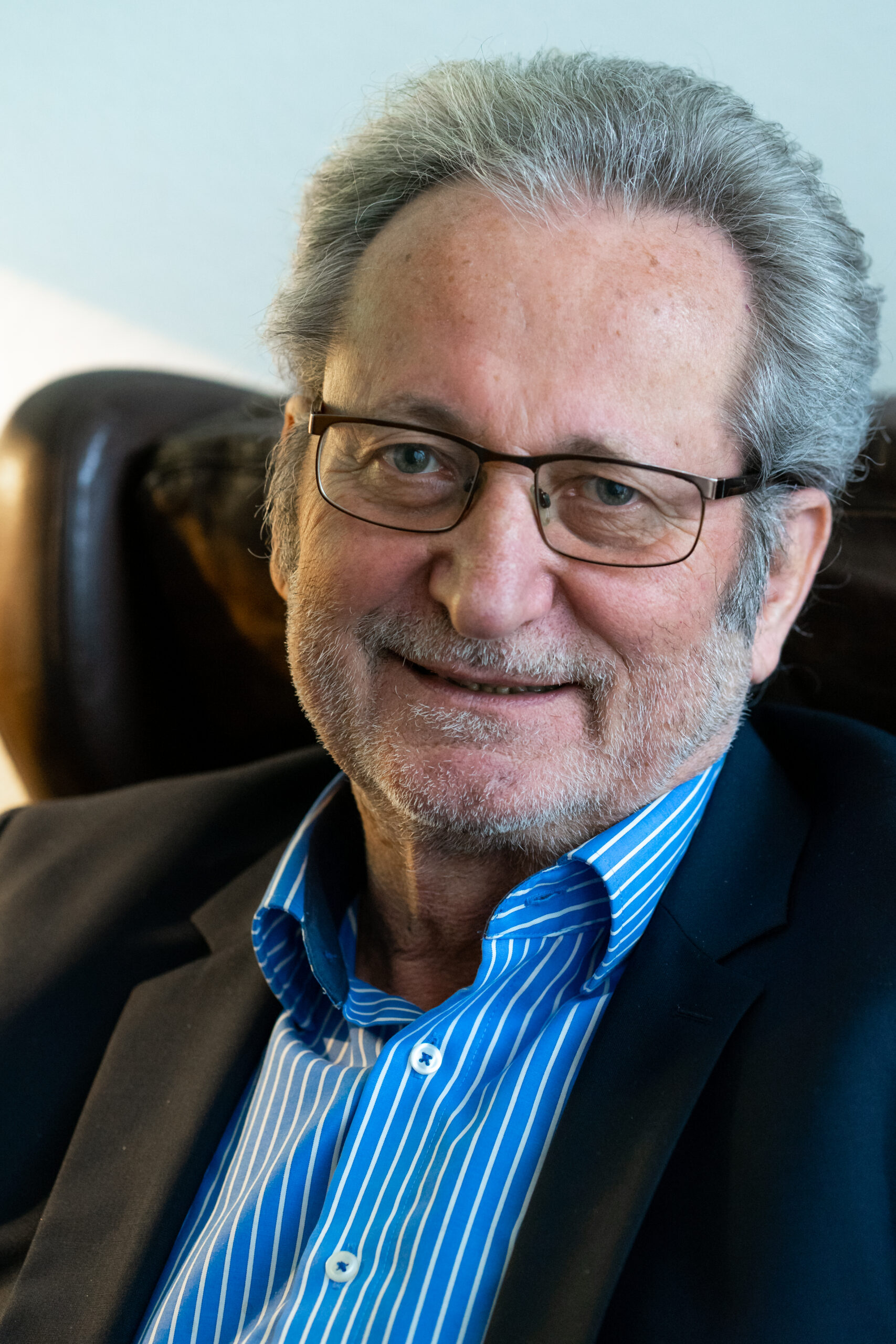
Werner Rügemer (2019)

Werner Rügemer (* 4. September 1941 in Amberg) ist ein deutscher Journalist und Sachbuchautor. In seinen Sachbüchern kritisiert er die Einflussnahme von Großkonzernen und Akteuren der Finanzindustrie auf öffentliche Angelegenheiten, durch Praktiken wie Cross-Border-Leasing, Public Private Partnerships, Privatisierung öffentlicher Dienstleistungen, Union Busting (Verfolgung von Gewerkschaftern), Urteile von Ratingagenturen. Seine Angriffe auf Personen des Wirtschaftslebens führten zu mehreren Prozessen. 

## Leben
Rügemer ging in Brendlorenzen/Rhön, Bad Neustadt an der Saale und Berchtesgaden zur Schule. Abitur machte er 1960 an der Christophorusschule in Schönau am Königssee. Er studierte Literaturwissenschaft, Philosophie und Ökonomie in München, Tübingen, Berlin und Paris. Er war Mitglied im Marxistischen Studentenbund Spartakus der DKP in dessen Roten Blättern er bspw. 1976 Artikel veröffentlichte.
1979 wurde er an der Universität Bremen zum Dr. phil. promoviert. Seine Dissertation verfasste er zum Thema Philosophische Anthropologie und Epochenkrise. Studie über den Zusammenhang von allgemeiner Krise des Kapitalismus und anthropologische Grundlegung der Philosophie am Beispiel Arnold Gehlens. Eine der Hauptaussagen war, dass eine „Weltanschauungskritik“ gegenüber qualifizierter bürgerlicher Philosophie nicht genüge. Die materiellen Konstitutionsformen der Wissenschaft müssten einbezogen werden, um sie verständlich zu machen. Gehlens Philosophie wird daher auf die soziale und politische Entwicklung Deutschlands seit Weimar bezogen.
Rügemer war von 1967 bis 1974 im Vorstand des Service Civil International (SCI) mit der Organisation von Zivildienst und internationalen Workcamps befasst.
Von 1968 bis 1969 war er als Referent im ASTA der FU Berlin für die kritische Universität tätig. Von 1975 bis 1989 arbeitete Werner Rügemer – gemeinsam mit Karl-Heinz Heinemann – in der Redaktion der pädagogischen Fachzeitschrift Demokratische Erziehung. Seit 1984 war er auch mit Radio- und TV-Features beschäftigt, vor allem für den WDR. Von 1998 bis 2017 war Rügemer Lehrbeauftragter am Lehrstuhl für Politische Wissenschaften der Universität Köln.
Seit 1989 ist Rügemer freier Autor. Er ist Autor bei Ossietzky, NRhZ-Online, Junge Welt und NachDenkSeiten. Bis 2016 war er Autor der Blätter für deutsche und internationale Politik.

## Publikationen

### „Neue Technik, alte Gesellschaft“ (1984)
In dem 1984 erschienenen Buch Neue Technik – alte Gesellschaft. Silicon Valley analysiert Rügemer die Schattenseiten der Informationstechnologie. Er hatte im Vorfeld in einer Feldstudie das „Wirtschaftsparadies“ Silicon Valley untersucht und zahlreiche Interviews mit Experten geführt; Mit Gewerkschaften, Anwälten, Wissenschaftlern der Stanford University, Ingenieuren und mit dem Apple-Gründer Steve Jobs.
Rügemer stellt die Geschichte der wesentlichen Neuerungen seit dem Zweiten Weltkrieg dar, insbesondere die Rolle der privaten Elite-Universität Stanford. Er kritisiert als negative Seiten der Entwicklung z. B. die den Menschenrechten zuwider laufende, illegale Arbeit in Sweat Shops, typische Berufskrankheiten der Chip-Arbeiter und Umweltschäden. Darüber hinaus stellt er die Vermischung von militärischen und wirtschaftlichen Interessen kritisch dar, etwa anhand der Konzerne Hewlett Packard und Lockheed (Interkontinentalraketen und Jagdflugzeuge).
Trotz der Subjektivität der antikapitalistischen Grundhaltung, die das Erkenntnisinteresse des Autors leite, bescheinigt der Rezensent Helmut Volpers der Monographie Rügemers, insgesamt werde deutlich, „wie wenig erstrebenswert eine unmodifizierte Adaption des 'Silicon-Valley-Konzepts' für die Bundesrepublik sein kann und wie notwendig Technikfolgeabschätzungen als Voraussetzung für den Ausbau neuer Technologien sind.“

### „Hundert Jahre wie ein Tag“ (2001)
Rügemer gilt als einer der ersten, die die Nachteile von Cross Border Leasing (CBL) und Public Private Partnership (PPP) kritisierten. Mit seinen Publikationen habe er eine öffentliche Diskussion in Gang gesetzt.
Nach seiner im WDR 3 am 17. Dezember 2001 ausgestrahlten Rundfunksendung Hundert Jahre wie ein Tag. Die heimliche Globalisierung der Städte gab es eine breite Nachfrage nach dem Sendemanuskript, nicht nur von besorgten Bürgern, sondern auch von Stadträten, Oberbürgermeistern und Beamten der Innenministerien. In seiner Sendung hatte Rügemer an den CBL-Praktiken des Verkaufs öffentlichen Eigentums an private US-Investoren und der anschließenden Rückmietung durch die öffentliche Hand bei einer Vertragslaufzeit von einhundert Jahren Kritik geübt. Das Vertragswerk unterlag größtenteils der Geheimhaltung und lag selbst den verantwortlichen Politikern nur in Auszügen vor.

### „Cross-Border Leasing“ (2004)
Mit seinem Buch „Cross-Border Leasing. Ein Lehrstück zur globalen Enteignung der Städte.“ legte Rügemer eine Studie über die aus seiner Sicht erfolgte Ausplünderung öffentlicher Kassen bei gleichzeitiger Untergrabung der Demokratie vor. Er rechne vor, so Eva-Maria Thoms in ihrer Rezension, wie für die Investoren am Ende ein Gewinn von 300 Prozent herausspringe, während die deutschen Kommunen alle Risiken trügen, zu denen exorbitante Schadensersatzforderungen hinzukommen könnten. Rügemer zeichne das Bild eines „Schurkenstücks, in dem die Kommunen nur die kleinen Handlanger sind für fiktive Geschäfte, die allein dazu dienen, öffentliches Geld in private Kassen zu schaufeln.“

### „Privatisierung in Deutschland“ (2006–2008)
Im Jahr 2008 erschien sein Buch „Privatisierung in Deutschland. Eine Bilanz“ in vierter Auflage. Rügemer analysiert und kommentiert die seit etwa 1984 eingeleiteten und vollzogenen Privatisierungsprojekte und deren Auswirkungen auf die öffentlichen Haushalte, die staatliche Daseinsvorsorge und die demokratische Grundordnung. Er weist nach Darstellung des TAZ-Rezensenten Dirk Eckert nach, dass sich durch diese Privatisierungen staatlicher Betriebe weder die Leistungen verbessert hätten noch die Preise gesunken seien. Zudem führe Rügemer die „Verschleuderung öffentlichen Eigentums“ durch die Treuhandanstalt eindringlich vor Augen. Rügemer betrachtet Privatisierung als Element der „neoliberalen Gegenreform“ und der „Umgründung des Staates“. Die Frage „staatlich oder privat?“, sei jedoch eine „Falle der Neoliberalen“, da es hier keinen wesentlichen Unterschied gebe. Die Konsequenz müsse nach Rügemers Auffassung vielmehr sein, die öffentliche Daseinsvorsorge als Teil einer „kooperativen Ökonomie“ neu zu entwickeln, was nach Meinung Eckerts jedoch sehr vage bleibe.

### „Heuschrecken im öffentlichen Raum“ (2008, 2012)
In seinem Buch „Heuschrecken im öffentlichen Raum. Public Private Partnership. Anatomie eines globalen Finanzinstruments“ stellt Rügemer erneut PPP als lukratives Modell für die Investoren und als Verlustmodell für die öffentlichen Kassen dar. In die 2. Auflage 2012 nahm Rügemer zahlreiche Beispiele für die Rückabwicklung von PPP-Projekten in Deutschland und weltweit auf, z. B. Autobahn 1 Hamburg/Buchholz-Bremen, Bäderpark Leimen, Digitales Bürgerportal Würzburg, London Underground.

### Korruption in Köln:Colonia corrupta(2002, 2015)
Über Korruption in seiner Heimatstadt Köln veröffentlichte Rügemer 2002 Colonia Corrupta. Privatisierung, Globalisierung und Korruption im Schatten des Kölner Klüngels, worin unter anderem seine Artikel über die Kölner Müllverbrennungsanlage, die bereits ab 1995 u. a. im Kölner Printmagazin „StadtRevue“ erschienen waren, enthalten sind und in denen er bereits jene Unregelmäßigkeiten thematisiert hatte, über die die großen Kölner und die überregionalen Medien erst 2002 berichteten. Im Jahr 2003 stand der anlässlich des Zweiten Golfkriegs 1991 entstandene und ab 1992 etablierte alternativ-karnevalistische Kölner Geisterzug (Geisterzoch) unter dem Motto Colonia Corrupta!?.
In den 1990er Jahren hatten diese Artikel für Rügemer zahlreiche Verleumdungsklagen zur Folge. Es klagten der damalige Oberstadtdirektor Lothar Ruschmeier, der damalige Oberbürgermeister Norbert Burger, das SPD-Ratsmitglied Erich Schäfer und der damalige Präsident des 1. FC Köln, Dietmar Artzinger-Bolten. Alle Klagen wurden entweder in höheren Instanzen eingestellt (Ruschmeier, Burger), zurückgewiesen (Schäfer) oder zurückgezogen (Artzinger-Bolten).
Die 8. überarbeitete und erweiterte Auflage des Buches (2015) enthält vier neue Kapitel, unter anderem eines über „Köln als Korruptionshauptstadt der jungen Bundesrepublik“ mit Einblicken in die heimliche Finanzierung der Regierungsparteien durch Unternehmen in den Jahren 1948 bis 1970. Ein Kapitel beschäftigt sich mit den internationalen Investoren hinter dem Baukonzern Bilfinger Construction, der als Generalunternehmer für den Einsturz des Kölner Stadtarchivs 2009 mitverantwortlich war.
Seit 2000 bietet Rügemer drei Stadtführungen in Köln an, zwei davon zum Thema: Lindenthaler Klüngelpfad (u. a. über Kurt Freiherr von Schröder, Konrad Adenauer und Franz-Josef Antwerpes) sowie Marienburg: Reichtum zwischen Prunk und Versteck.

### Unabhängigkeit von Ratingagenturen
Rügemer kritisiert in der Monographie Ratingagenturen: Einblicke in die Kapitalmacht der Gegenwart, dass die Eigentümer der Ratingagenturen mit den Nutznießern ihrer Ratings weitgehend identisch sind. Es seien hauptsächlich große Hedgefonds wie BlackRock, die etwa auf fallende Länderratings spekulieren können. Dieselben Finanzkonzerne seien oft auch Anbieter von sogenannten strukturierten Finanzprodukten, etwa Subprime-Papieren, die sich gute Ratings bei den Ratingagenturen kaufen konnten.
Thomas Thiel (FAZ) konstatiert: „Je tiefer Rügemer in die Eigentumsverhältnisse eindringt, desto weiter entfaltet sich ein Konglomerat von Hedgefonds, Banken und Unternehmen, das in seiner funktionalen Verflechtung beunruhigend ist.“ Zum „glasklaren Problem“ werde die Eigentumsstruktur dadurch, „dass die Rating-Agenturen als objektive Gerichtsinstanz über Staaten auftreten, deren Urteil ganze Volkswirtschaften ins Ungleichgewicht bringen kann.“
Der Wirtschaftswissenschaftler Rudolf Hickel empfahl das Buch in der Süddeutschen Zeitung Kapitalismuskritikern und -anhängern gleichermaßen. Rügemer lege die „systematisch gepflegte Intransparenz sowie die mangelnde Haftung für Fehlentscheidungen“ der Agenturen offen.

### „Arbeitsunrecht“ (2009)
Rügemer und der Journalist Elmar Wigand organisierten 2009 in Zusammenarbeit mit Business Crime Control die Konferenz „ArbeitsUnrecht“. Aus dieser Aktivität entstand ein gleichnamiger Sammelband, der im selben Jahr erschien. Beide Autoren betreiben seit 2012 den Blog arbeitsunrecht.de, der Vorfälle von Union Busting in Deutschland dokumentiert. 2014 gründeten sie die Aktion gegen Arbeitsunrecht, die öffentliche Aktionen in diesem Feld organisiert.
Seit Februar 2012 erforschen sie in einem Projekt, das von der Otto-Brenner-Stiftung gefördert wurde die ihrer Auffassung nach systematische Bekämpfung von Gewerkschaften, Betriebsräten und Beschäftigten durch professionelle Dienstleister.

### „Die Fertigmacher“ (2014, 2017)
In ihrem 2014 erstmals erschienenen Buch Die Fertigmacher analysieren Rügemer und Wigand, wie sich eine professionelle Dienstleistungsbranche zur Bekämpfung von unliebsamen Beschäftigten, Betriebsräten und Gewerkschaften entwickelt. Wirtschafts- und Medienkanzleien, Wirtschaftsdetekteien, PR-Agenturen, verdeckt von Unternehmen finanzierte Universitäts-Institute und Unternehmens-Stiftungen sowie Strategen für „Human Resources“ arbeiteten in Deutschland teils ähnlich wie in den USA tätige Organisationen auf diesem Gebiet. „Christliche“ und „gelbe“ Gewerkschaften und neue Arbeitgeberverbände befänden sich im Auftrieb. Mit den Personenporträts der jeweiligen Akteure und der Schilderung von verschiedenen Betriebskonflikten möchten die Autoren einen Einblick in die aktuelle Praxis geben.
Nach Meinung des Freitag-Rezensenten Jörn Boewe haben Rügemer und Wigand erstmals eine systematische und umfassende Untersuchung zum Thema vorgelegt. Ihre Analyse zeige, dass Union Busting längst kein reines US-Phänomen mehr sei. „In Deutschland hat sich ein weitverzweigtes Netzwerk entwickelt, das daran arbeitet, die kollektive Interessenvertretung abhängig Beschäftigter aus Betrieben zu drängen oder bereits im Keim zu ersticken.“ Dabei sähen die Autoren das Phänomen „im Kontext der neoliberalen Offensive seit den 1990er Jahren“ und zeigten, wie die Wende von Kohl und Lambsdorff, die Agenda 2010 und die Deregulierungspolitik der EU-Kommission den Rahmen geschaffen hätten.

### „Die Kapitalisten des 21. Jahrhunderts“ (2018 und 2020)
2018 griff Rügemer das Thema in seinem Buch Die Kapitalisten des 21. Jahrhunderts wieder auf, allerdings im globalen Kontext. Dort untersucht er die Rolle von Finanzmarktkonzernen wie BlackRock sowie von Internet-Konzernen wie Amazon, Apple, Meta Platforms (vormals Facebook Inc.), Google LLC und Microsoft und auch der Wikimedia Foundation vor allem unter dem Aspekt, inwieweit sie eine Dominanz amerikanischer Kapitalprinzipien in Europa und anderswo durchsetzen und in die politischen Verhältnisse vieler Länder eingreifen. Rügemer spricht von der Herausbildung eines „neuen Kapitalismus“ und gliedert dessen Akteure wie folgt:
1. „Die mächtigsten unter ihnen sind die Kapitalorganisationen vom Typ BlackRock.
2. Die zweite Liga besteht bisher aus den Investoren vom Typ Private Equity (῾Heuschrecken῾), Hedgefonds und Wagniskapital.
3. Unterschiedliche Rollen spielen elitäre Investmentbanken, Privatbanken und die traditionellen Großbanken.
4. Von diesen Finanzakteuren gefördert und mitgestaltet werden die fünf ῾apokalyptischen Reiter des Internets῾: Google, Apple, Microsoft, Facebook, Amazon (…).
5. Schließlich die jüngste Generation, die noch schneller aufsteigenden Unternehmen der digitalen Plattform-Ökonomie vom Typ Uber, Deliveroo, Parship/Elitepartner, Upwork, Flixbus.“[23]

Im zweiten Teil des Buches geht Rügemer auf das Verhältnis zwischen USA und Europa, insbesondere der EU ein. US-Investoren hätten ihren Eigentumsanteil an Unternehmen in den EU-Staaten wesentlich erweitert und beherrschten zudem die digitale Infrastruktur, die auch von US-Geheimdiensten genutzt werde. Gegenüber den Steuerfluchtpraktiken und den Arbeitsbedingungen sei die EU weitgehend hilflos, genauso bei den Vorgaben der USA im Handelskrieg gegen Russland, dem Iran und China.
Im dritten Teil des Buches analysiert Rügemer die Entwicklung Chinas seit dem Kolonialismus des 19. und 20. Jahrhunderts und seit der Gründung der Volksrepublik, insbesondere seit der Wirtschaftsreform der 1980er Jahre. Der Aufstieg Chinas zur größten Volkswirtschaft wird anhand der Kriterien Armutsbekämpfung, Lohnentwicklung, Umwelt, Technologie, Bekämpfung der Wirtschaftskriminalität im Prinzip positiv dargestellt. An der chinesischen Variante der Globalisierung hebt Rügemer insbesondere hervor, dass sie im Unterschied zum Westen nicht mit Militärstützpunkten und militärischer Intervention begleitet werde.
Andreas Wehr resümierte 2019 in den Marxistischen Blättern: „Werner Rügemer ging es in seinem Buch nicht darum, den bereits reichlich vorhandenen Theorien über den gegenwärtigen Kapitalismus eine weitere Version hinzuzufügen. Er berichtet vielmehr über die alltägliche Praxis in den westlichen Kapital-Demokratien… Seine Quellen sind Unternehmensmitteilungen, Geschäftsbilanzen, Artikel aus der Tages- und Wirtschaftspresse und nicht zuletzt Gespräche mit Akteuren der Kapitalorganisationen selbst. Auf diese Weise entstand ein Panorama des gegenwärtigen Kapitalismus, das die Linken zur Kenntnis nehmen müssen, wollen sie definieren wie eine gesellschaftsverändernde Praxis heute aussehen kann.“
Das Buch wurde ins Englische, Französische, Italienische, Chinesische und Russische übersetzt.

### Theater
Das in Co-Produktion von Rügemer entstandene Theaterstück „Bonnopoly“ wurde im September 2017 in den Kammerspielen Bonn uraufgeführt. Die Regie führte Volker Lösch, der Text wurde von Ulf Schmidt erstellt. Das Stück „prangert den Ausverkauf der Städte an, deren Regierungen sich mehr für die schwarze Null interessieren als für die Lebensqualität der Bewohnerinnen und Bewohner“, fasst Cornelia Fiedler in der SZ-Rezension das Stück zusammen. Es beruht auf Recherchen Rügemers über das Finanzierungs-Desaster des World Conference Center Bonn.

### Dokumentarische Hörfunk- und Fernsehsendungen
- mit Ingolf Gritschneder: Hehler für Hitler. Die geheimen Aufträge der Firma Otto Wolff, WDR 2001. Die filmische Dokumentation behandelt den systematischen Raub von Gold und Aktien in Milliardenhöhe seit 1940 aus vorwiegend jüdischem Besitz. Die Autoren legen die Hehlerdienste deutscher Unternehmen dar, darunter vor allem die des Kölner Unternehmens Otto Wolff und seines Leiters Otto Wolff von Amerongen.[32][33]
- Hörfunkfeature: Hundert Jahre wie ein Tag – die heimliche Globalisierung der Städte, WDR 3/Deutschlandradio 2001.
- Mülheim oder das große Schweigen, WDR 2006.
- In dem dokumentarischen Kino-Film Let’s make money von 2008 (Regie: Erwin Wagenhofer) erläutert er den Verkauf der Wiener Straßenbahnen[34] im Rahmen eines Cross-Border-Leasing-Vertrages.

## Schau-Tribunal gegen BlackRock
Das Tribunal fand am 26./27. September 2020 unter Corona-Auflagen mit 160 Teilnehmern im Konferenzzentrum der Freien Universität Berlin statt.
Organisiert wurde das Tribunal von Peter Grottian und Werner Rügemer. Als Grundlage diente Rügemers Buch „Die Kapitalisten des 21. Jahrhunderts“, in dem auch die Investmentgesellschaft BlackRock dargestellt wird. Die Anklage für das Tribunal verfasste Rügemer. Ein Dutzend Personen trugen zu den Anklagepunkten vor: Jörg Cezanne MdB, Christoph Trautvetter und Gaby Weber (Aufbau privater Gegenmacht), Knut Unger, Rouzbeh Taheri, Philipp Metzger, Dietmar Leuthold und René Tannhäuser (Profite durch Bildung von Wohnungskonzernen), Niklas Hoves und Susi Snyder (Beteiligung an Rüstungskonzernen) schließlich Niklas Hoves und Sven Giegold MdEP (Umweltzerstörung). Aus den USA und Frankreich wurden Video-Botschaften eingeblendet. Max Uthoff trat als  Aufsichtsratsvorsitzender der BlackRock Deutschland AG (Friedrich Merz) auf.

## Kontroversen

### Zivilprozesse mit dem Bankhaus Sal. Oppenheim
2006 erschien Rügemers Buch „Der Bankier. Ungebetener Nachruf auf Alfred Freiherr von Oppenheim“, den früheren Seniorchef der bis 2009 größten Privatbank Europas Sal. Oppenheim. Darin stellt er auch die Geschäftspraktiken von Sal. Oppenheim unter anderem in Bezug auf die KölnArena und die Kölner Messehallen aus seiner Sicht kritisch dar. Das Buch vertritt die Auffassung, dass Helmut Kohl von der Bank Sal. Oppenheim Anfang der 1980er Jahre mit mindestens 1,3 Mio. DM heimlich finanziell unterstützt worden sei.
Weiterhin referiert Rügemer eine enge Zusammenarbeit der Bank mit SPD-Größen in den 1990er Jahren (u. a. mit Rudolf Scharping, dem ehemaligen Bundesbank-Chef Karl Otto Pöhl und dem Kölner Oberstadtdirektor Lothar Ruschmeier). Die Bank Sal. Oppenheim habe sich laut Bericht des Bundestagspräsidenten auch an der Finanzierung des Wahlkampfs von Angela Merkel beteiligt. Die Bank nutze die Möglichkeiten zahlreicher Finanzoasen und habe mit Argantis eine Tochtergesellschaft unterhalten, die nach der Private-Equity-Methode („Heuschrecken“) mittelständische Firmen aufgekauft und teilweise in die Insolvenz getrieben habe. Während des Nationalsozialismus sei die Bank, die mit dem NS-Regime (damals unter dem Namen „Robert Pferdmenges & Co.“) zusammenarbeitete, vom NS-Regime als „kriegswichtig“ eingestuft worden und habe sich an Arisierungen beteiligt.
Sal. Oppenheim warf daraufhin Rügemer 2006 „unwahre Behauptungen“ vor und zog mehrfach gegen die Veröffentlichung des Buches vor Gericht. Nachdem einige Stellen zunächst geschwärzt werden mussten, wurde nach Gerichtsentscheid ein Teil der Schwärzungen wieder aufgehoben. Harry Neubert (Frankfurter Nomen Verlag) warf Oppenheim vor, „das Erscheinen des Buches durch Beanstandungen von belanglosen Textstellen zu verhindern“. Die Bank erwirkte Abmahnungen gegen Buchhändler, die das Buch in ihrem Sortiment hatten.
Der Historiker und Journalist Sven Felix Kellerhoff rezensierte Rügemers Buch 2006 in der Zeitung Die Welt unter dem Titel Brisante Falschheiten – In schlechter DDR-Tradition attackiert. Er behauptete, die Darstellungen Rügemers seien unzutreffend. Der Politologe und Journalist Frank Überall befand im TAZ-Artikel „Schwarze Balken für die Wahrheit“, dass die Juristen von Sal. Oppenheim zumeist unbedeutende Kleinigkeiten, ob z. B. „das Portrait des Seniorchefs in der Empfangshalle gemalt oder fotografiert ist“, bemängelten. Da sich Rügemer in seinem Werk auf die Verbindungen von Oppenheim zu den von Rügemer auf Oppenheims Beerdigung gesichteten Trauergästen konzentriert, resümiert Überall: „Das alles mag man im diskreten Kölner Reichen-Bankhaus morbide und unangebracht finden, damit lässt sich aber noch kein Verbot rechtfertigen.“

### Zivilprozess gegen DuMont
Gegen den Verlag DuMont Schauberg (Kölner Stadt-Anzeiger) erstritt Rügemer 1998 in einem bundesweit bis dahin einmaligen Verfahren zusammen mit Erasmus Schöfer wegen Textfälschung ihres gemeinsamen Artikels in der Wochenendbeilage „Moderne Zeiten“ vom 10./11. August 1996 und daraus erwachsender Rufschädigung ein Schmerzensgeld von 10.000 DM.
Rügemer wurde nicht nur wegen seiner umstrittenen Enthüllungen über Oppenheim, sondern auch wegen seiner allgemeinen Kritik an anderen Banken und Finanzinvestoren angegriffen.
Insbesondere sorgte ein kritischer Artikel in der Zeitung der IG Metall im Jahr 2005 über das Verhalten der Finanzinvestoren „Investcorp“ und „Kohlberg Kravis Roberts & Co.“ für eine polarisierende Kontroverse. In diesem Zusammenhang wurde auch die zum Artikel gehörige (jedoch nicht von Rügemer erstellte) Karikatur kritisiert, die Finanzinvestoren als mit den Farben der US-Flagge geschmückte Insekten darstellten, die ihre Beute „aussaugen“.

### Zivilprozess gegen das „Forschungsinstitut zur Zukunft der Arbeit“ und Klaus F. Zimmermann
Klaus F. Zimmermann, Direktor des Instituts zur Zukunft der Arbeit (IZA), verklagte Rügemer im September 2013 vor der Pressekammer des Landgerichts Hamburg wegen vier angeblicher Falschaussagen in seinem Artikel „Die unterwanderte Demokratie“ auf Unterlassung, nachdem zuvor das IZA unter anderem bereits die Zeitschrift Stern wegen des Lobbyismus-Vorwurfs abgemahnt hatte (Az. 324 O 541/13).
Dem Antrag folgend, verfügte das Gericht zunächst, Rügemer dürfe nicht mehr behaupten, das IZA bezeichne sich faktenwidrig als unabhängig, beim IZA könne beim besten Willen nicht von freier Wissenschaft gesprochen werden, das IZA betreibe Lobbying und das IZA informiere nicht über seine Finanzierung durch die Stiftung des Deutsche-Post-Konzerns. Bei Zuwiderhandlung wurden Rügemer ein Ordnungsgeld von bis zu 250.000 Euro oder eine Ordnungshaft von bis zu zwei Jahren angedroht. Rügemer klagte gegen die Verpflichtung auf eine Unterlassungserklärung und die einstweilige Verfügung des Gerichts. Ein in diesem Verfahren vom Gericht angebotener Vergleich wurde wiederum vom IZA abgelehnt.
Am 6. Februar 2015 wurde das Urteil des Hamburger Landgerichts verkündet. In der Hauptsache bekamen, so das Handelsblatt, Rügemer und die NRhZ und IZA jeweils nur zu einem Teil Recht: Einerseits darf Rügemer weiter behaupten, dass sich das IZA „faktenwidrig als unabhängig bezeichnet“ und dass hinsichtlich des IZA „von freier Wissenschaft beim besten Willen nicht gesprochen werden kann“. Andererseits wird aber weiter untersagt, zu behaupten, das IZA betreibe Lobbying und den Eindruck zu erwecken, das IZA berichte nicht über seine Finanzierung (Az. 324 O 19/14).
Rügemer ging in Berufung. Da jedoch das Hanseatische Oberlandesgericht Hamburg das Verfahren beinahe drei Jahre lang liegen ließ, erwirkte Werner Rügemer wegen dieser Verfahrensverzögerung eine Entschädigung in Höhe von 1200 Euro, die der Finanzsenator der Freien und Hansestadt Hamburg im Dezember 2018 auszahlte. Daraufhin setzte das OLG Hamburg kurzfristig einen öffentlichen Verhandlungstermin für den 8. Januar 2019 an. Infolgedessen zogen Zimmermann und IZA die Unterlassungsklage vollständig zurück. Nun mussten die Gerichtskosten sowie die Hälfte der Anwaltskosten an Werner Rügemer zurückgezahlt werden. Die Blätter für deutsche und internationale Politik durften jedoch den Artikel auf ihrer Website weiterhin nicht veröffentlichen, weil die Redaktion im Jahr 2013 eine strafbewehrte Unterlassungserklärung abgegeben hatte. Aus Anlass der Rücknahme der Unterlassungsklage bilanzierte Rügemer in einem Interview für das Online-Magazin „telepolis“ die zwei Dutzend medienrechtlicher Verfahren, denen er seit dem Jahr 1993 ausgesetzt war.

### Prozesse gegen die Berliner Zeitung
Rügemer verklagte die Berliner Zeitung, weil sie einen von ihm verfassten Artikel über den Rüstungskonzern Rheinmetall 2023 ohne seine Zustimmung nur gekürzt veröffentlichte. Das Landgericht Köln verurteilte 2023 die Berliner Zeitung zunächst wegen Urheberrechtsverletzung und Rufschädigung (Landgericht Köln, Aktenzeichen 14 O 144/23) , in einem zweiten Urteil 2025 zu einer Entschädigungszahlung von 1.200 Euro an Rügemer (Landgericht Köln Aktenzeichen 14 O 442/23)  . Laut Frankfurter Allgemeine Zeitung handelt es sich um ein erstmaliges Urteil, das „die redaktionellen Verläufe in deutschen Medien massiv beeinflussen kann.“

## Mitgliedschaften (Auswahl)
- 5. Mai 2007 bis zum 16. Mai 2009: Vorsitzender von Business Crime Control[57]
- Transparency International[58][59]
- Verband deutscher Schriftsteller[59]
- PEN-Zentrum Deutschland[60]
- seit 31. August 2001: Mitglied von Attac und anfänglich auch des wissenschaftlichen Beirats von attac[61]

## Auszeichnungen
- 1998: Friedrich-und-Isabel-Vogel-Preis des Stifterverbandes für die deutsche Wissenschaft für die Reportage Die legalen Mittäter[62][63]
- 2002: Journalistenpreis des Bundes der Steuerzahler für das Rundfunkfeature 100 Jahre wie ein Tag – Die heimliche Globalisierung der Städte (WDR/DLF 2001)
- 2003: Journalistenpreis des Verbandes kommunaler Unternehmen (VKU) für einen Hörfunkbeitrag über Cross-Border-Leasing
- 2008: Kölner Karls-Preis des Blogs NRhZ-Online[64]

## Schriften
- Die Psychoanalyse der BILD-Zeitung. 1968 (für Springer-Tribunal und Kritische Universität Berlin)
- Philosophische Anthropologie und Epochenkrise. Studie über den Zusammenhang von allgemeiner Krise des Kapitalismus und anthropologische Grundlegung der Philosophie am Beispiel Arnold Gehlens. Dissertation. Pahl-Rugenstein, Köln 1979.
- Neue Technik – alte Gesellschaft. Silicon Valley. Pahl-Rugenstein Verlag, Köln 1985, ISBN 3-7609-0955-8. (übersetzt in mehrere Sprachen)
- Der Kranke Weltpolizist: Das Innenleben der USA als Gefahr für den „Rest der Welt“. Köln 1986.
- mit Fernando Cardenal: Nicaragua: Pädagogik der Überlebens-Innovation. Anstiftung zur pädagogischen Antizipation der Einen Welt, Köln 1988. ISBN 3-926290-02-1
- Uwe Hirschfeld, Werner Rügemer (Hrsg.): Utopie und Zivilgesellschaft. Rekonstruktionen, Thesen und Informationen zu Antonio Gramsci. Berlin 1990.
- Staatsgeheimnis Abwasser. Zebulon Verlag, Düsseldorf 1995, ISBN 3-928679-32-5.
- Wirtschaften ohne Korruption? Fischer Taschenbuch Verlag, Frankfurt am Main 1996, ISBN 3-596-13211-8.
- Grüezi! Bei welchen Verbrechen dürfen wir behilflich sein? Die Schweiz als logistisches Zentrum der internationalen Wirtschaftskriminalität. Essays, Analysen und Materialien. Distel Verlag, Heilbronn 1999, ISBN 3-929348-27-6.
- Arm und reich. transcript, Bielefeld 2002, ISBN 3-933127-92-0.
- Colonia Corrupta. Westfälisches Dampfboot, Münster 2002; 8. Auflage 2015, ISBN 978-3-89691-525-2. Die 8. Auflage enthält zwei neue Artikel: Einsturz des Köln-Archivs und Kardinal Meisner.
- Die Berater. Ihr Wirken in Staat und Gesellschaft transcript, Bielefeld 2004, ISBN 3-89942-259-7. (Buchbesprechung (Memento vom 13. Mai 2007 im Internet Archive) in Das Parlament)
- Cross-Border-Leasing. Westfälisches Dampfboot, Münster 2004, ISBN 3-89691-568-1, (Buchbesprechung in Die Zeit)
- Der Bankier. Ungebetener Nachruf auf Alfred Freiherr von Oppenheim. 3. erweiterte geschwärzte Ausgabe. Nomen, Frankfurt am Main 2006, ISBN 3-939816-00-0 (Buchrezension in die tageszeitung)
- Privatisierung in Deutschland. 4., erweiterte und aktualisierte Ausgabe. Westfälisches Dampfboot, Münster 2008, ISBN 978-3-89691-630-3. (Hinweis in die tageszeitung)
- ArbeitsUnrecht. Anklage und Alternativen. Westfälisches Dampfboot, Münster 2009, ISBN 978-3-89691-780-5.
- „Heuschrecken“ im öffentlichen Raum: Public Private Partnership – Anatomie eines globalen Finanzinstruments. transcript, Bielefeld 2008, 2. Auflage 2011, ISBN 978-3-89942-851-3.
- Ratingagenturen – Einblicke in die Kapitalmacht der Gegenwart. transcript, Bielefeld, 2012, ISBN 978-3-8376-1977-5. (spanische Ausgabe: Januar 2013)
- Mit Elmar Wigand: Die Fertigmacher. Arbeitsunrecht und professionelle Gewerkschaftsbekämpfung. Papyrossa Verlag, Köln 2014 / Erweiterte und aktualisierte 3. Auflage März 2017, ISBN 978-3-89438-555-2.
- Bis diese Freiheit die Welt erleuchtet. Transatlantische Sittenbilder aus Politik und Wirtschaft, Geschichte und Kultur. Papyrossa-Verlag, Köln August 2016; 3., aktualisierte und erweiterte Auflage 2017, ISBN 978-3-89438-555-2.
- Die Privatisierung des Staates – das Vorbild USA und sein Einfluss in der Europäischen Union. In: Ullrich Mies, Jens Wernicke (Hrsg.): Fassadendemokratie und Tiefer Staat. Auf dem Weg in ein autoritäres Zeitalter. Promedia 2017, ISBN 978-3-85371-425-6.
- Die Kapitalisten des 21. Jahrhunderts: gemeinverständlicher Abriss zum Aufstieg der neuen Finanzakteure. PapyRossa, 4. Auflage mit aktuellem Vorwort, Köln 2024 ISBN 978-3-89438-675-7. – Englische Ausgabe: The Capitalists of the 21st Century. An Easy-to-Understand Outline on the Rise of the New Financial Players. Tredition 2019 als Paperback, Hardcover und E-Book ISBN 978-3-7497-1163-5. – Französische Ausgabe: Les Capitalistes du 21ème Siècle. La montée en puissance des nouveaux gestionnaires financiers. Un résumé généralement compréhensible, Maison d‘édition: tredition, ISBN 978-3-347-15729-3 (Paperback), ISBN 978-3-347-15730-9 (Hardcover), ISBN 978-3-347-15731-6 (E-Book). – Italienische Ausgabe: Capitalisti del XXI seculo: I nuovi operatori fianziari. Castelvecchi, Roma 2021.
- Imperium EU: Arbeitsunrecht. Krise und neue Gegenwehr. Papyrossa Verlag, Köln ISBN 978-3-89438-726-6. – Englische Ausgabe: Imperium EU. Labor Injustice, Crisis, New Resistances. tredition, Hamburg 2021, ISBN 978-3-347-37267-2.
- BlackRock & Co. enteignen! Nomen Verlag, Frankfurt a. M. 2021, 4. Auflage 2025, ISBN 978-3-939816-82-9.
- Verhängnisvolle Freundschaft. Wie die USA Europa eroberten. Erste Stufe: Vom 1. zum 2. Weltkrieg. Papyrossa Verlag, Köln 2023, ISBN 978-3-89438-803-4.
  - Französisch: Amitié fatale. La conquete de l'Europe par les États Unis. Première phase: De la Première à la Deuxième Guerre mondiale, Hamburg 2024, ISBN 978-3-384-30663-0 Softcover; ISBN 978-3-384-30664-7 Hardcover; ISBN 978-3-384-30580-0 e-Book.
  - Spanisch: Una amistad condenada. La conquista de Europa par los Estados Unidos. Primera Etapa: De la Primera a la Segunda Guerra Mundial, Hamburg 2024, ISBN 978-3-38441-872-2
- BlackRock Germany. Die heimliche Weltmacht, ihre Praktiken in Deutschland und Friedrich Merz, Berlin 2025, ISBN 978-3-910568-17-4.